# Чатам (Енглеска)
Чатам (енгл. Chatham) је град у Уједињеном Краљевству у Енглеској. Према процени из 2007. у граду је живело 76.342 становника.

## Становништво
Према процени, у граду је 2008. живело 76.342 становника.
| 1981.  | 1991.  | 2001.  |
| ------ | ------ | ------ |
| 65,835 | 71,691 | 73,468 |